# نیکوارن
شهر نیکوارن (به سوئدی: Nykvarn) در ناحیه شهری نیکوارن در کشور سوئد واقع شده‌است. جمعیت این شهر ۱۳۹۲٫۴۹  نفر است.